# Tredje vågens feminism
| Tredje vågens feminism |
| --- |
| Rebecca Walker, 2003. Termen "tredje vågens feminism" (engelska: third wave feminism) myntades av Walker 1992. - Betydelse – feministisk våg av engagemang - Bakgrund – 1992 till början av 2000-talet - Karaktär – intersektionalitet; individualism och en uppdelning i grupperingar (i en uppbrottstid efter Berlinmurens fall) |

Den tredje vågens feminism en fas av feminismen. Den spred sig från USA till den övriga världen under 1990-talet, parallellt med framväxten av den relaterade queerfeminismen. Den föregicks av den andra vågens feminism och följdes av fjärde vågens feminism. 
Den tredje vågens feminism (från cirka 1990-talet) har fokuserat på ojämlikhet som inte beror på lagar utan härrör från informella fenomen. Bland dessa finns könsroller, såsom sexuell dubbelmoral och könsdiskriminering inom olika delar av livet och samhället.

## Historik

### Bakgrund och utveckling
Begreppet tredje vågens feminism myntades 1992, när Rebecca Walker skrev artikeln "Becoming the Third Wave" för den etablerade tidningen tidningen Ms., som ett svar på de händelserna kring Anita Hill och Clarence Thomas. Hon definierade i artikeln den tredje vågens feminism genom att förklara att "bli en feminist är att integrera en ideologi av jämlikhet och kvinnlig egenmakt i sitt djupaste inre. Det är att söka efter personlig klarhet i ett kaos av systematiskt förstörelse, att bli del av ett systerskap av kvinnor där vi ofta har olika åsikter, att förstå maktstrukturer med avsikten att utmana dem." I sin bok To Be Real: Telling the Truth and Changing the Face of Feminism (1996) förklarade hon skillnaderna mellan den andra och den tredje vågens feminism med att den förra utgick från ett vitt och heteronormativt perspektiv, medan den tredje vågen introducerade intersektionalitet och en medvetenhet om människors många olika identiteter.
Den tredje vågen definierades i högre grad än den andra av individualism, där den andra vågen växte fram efter 1960-talets vänstervåg medan den tredje vågen utvecklades i en tid efter Berlinmurens fall och i en tid av ifrågasättande av stora delar av den socialistiska politiken. Detta bidrog ett större intresse för individen, i motsättning till kollektivet. Samtidigt hade aids-epidemin och den ökade synligheten för HBTQ-rörelsen (inklusive stora Prideparader) bidragit till ett ökat fokus på människors olika identiteter – vid sidan av kvinnligt /manligt. Den tredje vågens feminister påverkades av den akademiska världens postmodernistiska rörelse, liksom av den allt mer intensiva debatten om genus och ifrågasättandet av det heteronormativa.
Den tredje vågens feminism leddes av medlemmar av generation X, som nu blev vuxna i en allt mer medial och ekonomiskt mångskiftande kultur. Den feministiska vågen drog fördel av de lagliga rättigheter och skydd som de två föregående vågorna bidragit till, men de kritiserade också bristerna i dessa tidigare rörelser.

### 1990-talet
Under 1990-talet nådde många kvinnor ledande poster i samhället. Detta såg många som ett kvitto på att den feministiska kampen hade gett resultat.

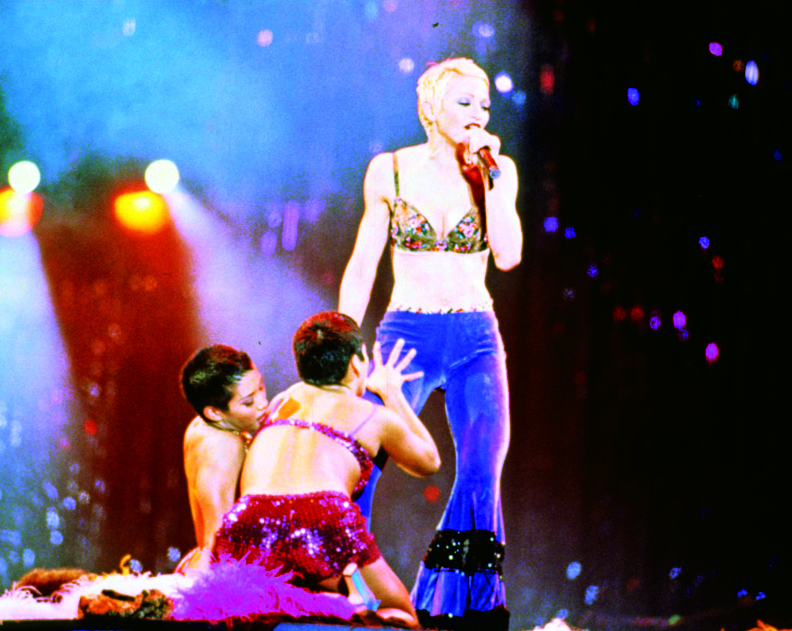
Madonna (1993), som för vissa förkroppsligade den tredje vågens feminism.

Samtidigt, i ett kapitalistiskt präglat samhälle efter det kommunistiska statsblockets sammanbrott, uppmuntrades till en "kulturfeminism" som innehöll inslag som girl power-rörelsen och Riot grrrl-rörelsen. Inom den växande indie-rörelsen skapades nya medier och forum som fungerade som plattformar för kvinnligt skapande, och kritiken mot patriarkatet tog sig ofta uttryck via ironi (jämför Guerrilla Girls), berättelser från överlevare, gräsrotsaktivism och radikal demokrati.
1990-talets medielandskap innehöll en stor mängd kommersialiserade och sexualiserade uttryck, där många nya tidningar vände sig till människor av båda könen som ville utforska den sexuella och i många fall mer queera kulturen. Detta syntes i tidningsställen med engelskspråkiga titlar som Ludus, Sassy, For Women och Diva och på andra scener med subversiva feministiska musiker och independentfilmer. Under perioden utforskade 1980-talets populärkulturella ikon Madonna sexualitetens gränser på ett ibland provokativt sätt, och för vissa förkroppsligade hon den tredje vågen.

I slutet av årtiondet märktes dock att alla löften om ett mer jämställt inte hade infriats. Spice Girls bidrog med förebilder, men de var del av en populärkultur som även bidrog med ökad sexualisering och för många ökad/fortsatt utsatthet och kroppsfixering. Vissa såg det som att kommersialiseringen och sexualiseringen kom parallellt med de allt fler kvinnliga makthavarna och offentliga banbrytarna, och begreppet bitchifiering (jämför TV4-programmet Bitch under 2002) skapades i det nu allt snabbare nyhetsflöde där Internet började förändra nyhetsspridning och kulturkonsumtion. I den upplevda friheten att utforska olika sexuella uttryck skedde ett tydligt distanserande gentemot den andra vågens ofta tydligt anti-pornografiska ställningstaganden.

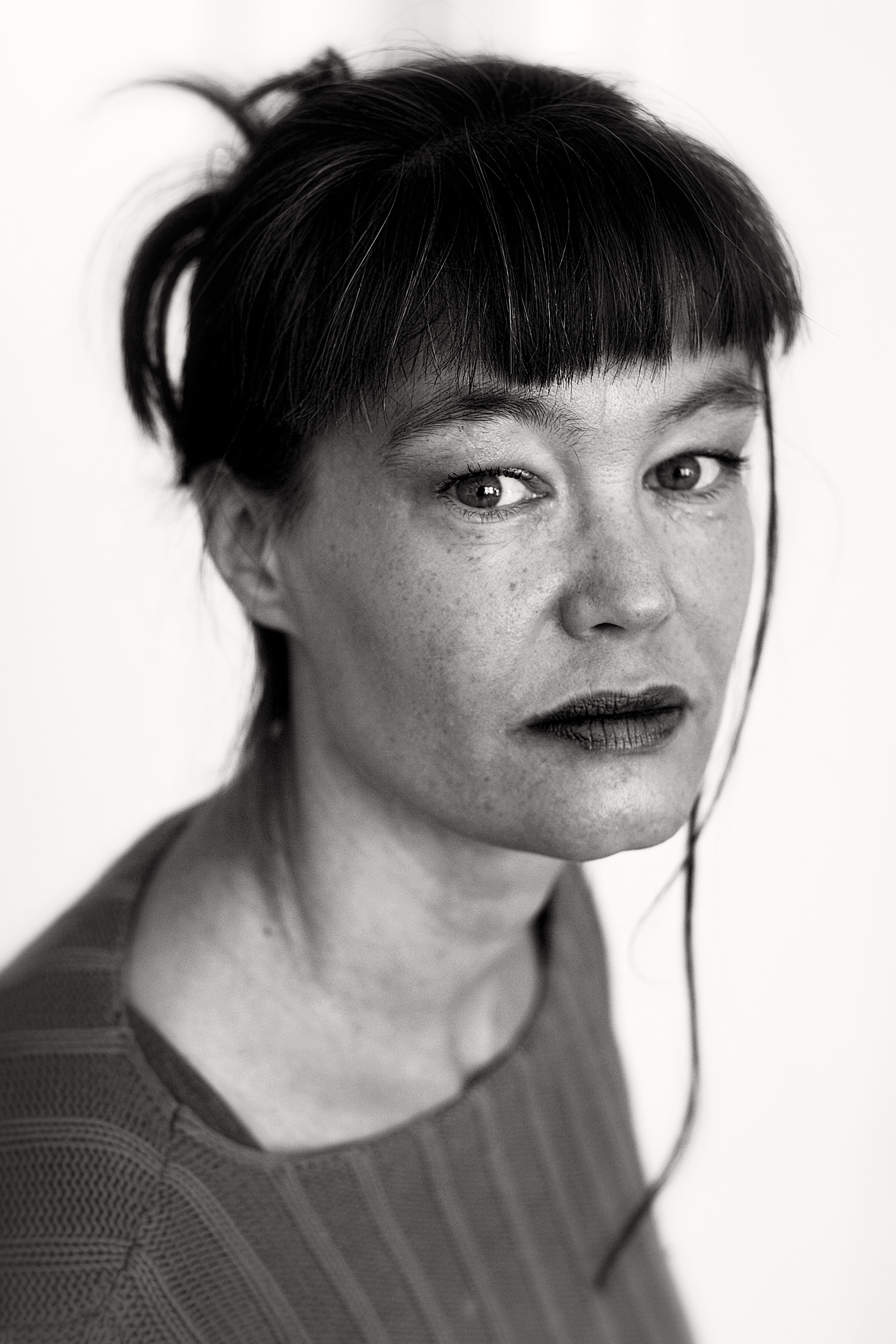
Nina Björk, vars Under det rosa täcket (1996) påverkade det svenska feministiska samtalet.

Under den tredje vågen ökade intresset för feminism även bland män. I enlighet med sin individualistiska natur var den inte heller en sammanhängande eller organiserad rörelse, och inom vågen utvecklades undergrupperingar som sexpositiv feminism och postmodern feminism.

### Sverige
Under de år som den tredje vågens feminism ansågs sätta tonen för den feministiska rörelsen, skedde ett antal feministiska händelser i olika länder – med eller utan koppling till de feministiska fokus som denna våg internationellt blev känt för. I Sverige infördes 1991 en ny jämställdhetslag, med bland annat förbud mot sexuella trakasserier på arbetsplatsen. 1994 bildades det feministiska nätverket Stödstrumporna, vilket elva år senare kompletterades av bildandet av det politiska partiet Feministiskt initiativ. 1996 kom Nina Björks Under det rosa täcket, en bok som genom sin kritik av invanda könsroller och fasta genus skulle komma att få stor påverkan på den svenska feminismen under de kommande åren.
På det politiska planet infördes 1998 en lag om förbud mot könsstympning av kvinnor, och året efter infördes lagen om förbud mot köp av sexuella tjänster. Åtminstone den senare skulle komma att väcka fortsatt diskussion omkring målet och medlen att nå ett mer jämlikt samhälle, och i mitten av 00-talet bidrog TV-dokumentären Könskriget och Petra Östergrens Porr, horor och feminister till ett minskat intresse för den mest radikala feministiska kampen.

### Fortsättning
Under 00-talet skedde en avmattning av feminismen som rörelse, samtidigt som begrepp som postfeminism och intersektionalitet fokuserade på de uppnådda förändringarna eller belyste andra maktskillnader i kulturen.
Den fjärde vågens feminism, som kom på 2010-talet och fokuserar på intersektionalitet, föddes naturligt ur den tredje vågens individualism. Samtidigt har delar av denna våg kommit att ifrågasätta den tredje vågens individualism, påstådda naivitet och undfallenhet och fokus på individuella friheter. Denna fjärde våg är ofta betydligt mindre sexpositiv, i sitt fokus på skydd och trygghet för kvinnor, och mer påverkad av radikalfeminism.